# Motor físico
Physics engine o motor físico es una expresión empleada en informática para referirse a un software capaz de realizar simulaciones de ciertos sistemas físicos como la dinámica del cuerpo rígido, el movimiento de un fluido y la elasticidad. Se emplean sobre todo para los videojuegos. 

## Descripción
Es posible clasificar los physics engines en dos categorías de acuerdo con la capacidad de cálculo que requieran: aquellos de simulación en tiempo real y aquellos de alta precisión. Las simulaciones dinámicas de alta precisión requieren tal capacidad de cómputo que no es posible hacer simulaciones en tiempo real: éste es el caso de simulaciones de alta resolución. 

## Usos

### Simulación con fines científicos
En la actualidad, los simuladores dinámicos son utilizados para modelar procesos de alta complejidad, que requieren una gran cantidad de cálculos y una alta precisión numérica. Muchas veces estas simulaciones vienen realizadas con un procesador vectorial. 

### Videojuegos
Para modelar el mundo real, los videojuegos utilizan simuladores dinámicos de alta calidad, ya que es mucho más importante ofrecer al usuario cualidades distintas a la precisión de los fenómenos físicos.

#### Detección de colisiones
En un computador, los objetos simulados están modelados mediante de una cantidad de puntos o de parámetros que es la mínima para representarlos con un grado de precisión que resulte operativo. Esta representación mínima viene llamada en inglés mesh. 
Generalmente, para detectar una colisión, cada uno de los objetos que se aproximan se considera en el interior de una caja imaginaria cuyo tamaño es el mínimo necesario para contenerlo, y la intersección de estas cajas se entiende como colisión. 
Otra opción consiste en el teselado de los objetos en volúmenes pequeños, con lo que también se puede llevar a cabo una simulación más precisa de la física del objeto mediante el método de los elementos finitos.